# Toni Braxton
Toni Michelle Braxton (* 7. října 1967 Severn, Maryland) je americká zpěvačka, skladatelka a herečka. V roce 1993 vydala svou nejznámější píseň „Un-Break My Heart“. Za svou kariéru získala sedm cen Grammy.

## Diskografie

### Alba
| Rok  | Album                                                              | Umístění | Umístění | Umístění | Prodej a certifikace                             |
| Rok  | Album                                                              | USA.     | UK       | NĚM      | Prodej a certifikace                             |
| ---- | ------------------------------------------------------------------ | -------- | -------- | -------- | ------------------------------------------------ |
| 1993 | Toni Braxton - 1. studiové album - Vydáno: 13. července 1993       | 1        | 4        | 4        | Celosvětově: 12 milionů+ Certifikace: 8× Platina |
| 1996 | Secrets - 2. studiové album - Vydáno: 18. června 1996              | 2        | 10       | 2        | Celosvětově: 16 milionů+ Certifikace: 8× Platina |
| 2000 | The Heat - 3. studiové album - Vydáno: 25. dubna 2000              | 2        | 3        | 3        | Celosvětově: 6 milionů+ Certifikace: 2x Platina  |
| 2002 | More Than a Woman - 4. studiové album - Vydáno: 19. listopadu 2002 | 13       | -        | 37       | Celosvětově: 2 miliony+ Certifikace: Zlato       |
| 2005 | Libra - 5. studiové album - Vydáno: 27. září 2005                  | 4        | -        | 60       | Celosvětově: 1 milion+ Certifikace: Zlato        |